# Помешанный на времени
«Помешанный на времени» (англ. Time Freak) — американская научно-фантастическая комедийная драма 2018 года, сценариста и режиссёра Эндрю Боулера.

## Сюжет
Ничто не заставляет так фокусироваться на проблеме, как разбитое сердце. После продолжительных отношений паренька Стилмана бросает его любимая девушка. Имея фантастические знания в физике, на фоне самой главной для него проблемы, убитый горем и непониманием главный герой создает то, о чем мечтает, вероятно, каждый — машину времени. С её помощью он надеется исправить найденные им ошибки в прошлом и сделать так, чтобы в новом настоящем разлуки не случилось. Однако иметь то, что на первый взгляд все исправит, оказывается недостаточно, а что-то вообще можно только испортить…
Фильм наполнен душевной романтикой, проблемой незаурядных отношений и чувством опустошения при их утрате. Фантастика, которая фантастикой совсем не пахнет.

## В ролях
| Актёр            | Роль              |
| ---------------- | ----------------- |
| Эйса Баттерфилд  | Стилман           |
| Софи Тёрнер      | Дэбби             |
| Скайлер Джизондо | Эван              |
| Уилл Пельтц      | Райан             |
| Обри Рейнольдс   | девушка с лентами |

## Съёмочная группа
- Кит Брахман — монтажер (один из нескольких)
- Том Лисовски, Жаклин Ньюэлл, Брайан Лайвз — художники-постановщики
- Эндрю Локингтон — композитор
- Люк Гейссбухлер — оператор (один из нескольких)